# Maarten Lafeber
Maarten Lafeber (Eindhoven, 11 december 1974) is een voormalig professioneel golfer uit Nederland.

## Amateur
Van 1991 tot 1996 maakte Lafeber deel uit van de Oranje-selectie.

### Gewonnen
- 1995: Nedcar Nationaal Open
- 1997: Spaans amateurkampioenschap, Zwitsers amateurkampioenschap

### Teams
In 1993 speelde Lafeber voor het St. Joris College op het Nederlands Scholen Team Kampioenschap op Golfclub Broekpolder en had handicap 3.
- Eisenhower Trophy: 1994, 1996
- St Andrews Trophy: 1996

## Professional
In 1997 werd Lafeber professioneel speler, en behaalde dat jaar zijn spelerskaart voor de Europese Tour 1998 via de Qualifying School. Zijn resultaten waren niet goed genoeg om de kaart te verlengen en in 1999 speelde hij op de Europese Challenge Tour. Daar won hij het Tusker Kenya Open en eindigde op de zevende plaats op de Order of Merit. Dit was voldoende voor promotie naar de Europese Tour.
In 2000 ging Lafeber over van de Nederlandse coach Ruud Bos naar de Deense coach Leif Nyholm.
Op 12 oktober 2003 zegevierde Lafeber in het Dutch Open op de Hilversumsche Golf Club. Hij eindigde als nummer 29 op de Europese Order of Merit. Dit betekende een nieuw Nederlands record, nooit eerder eindigde een landgenoot zo hoog op de jaarranglijst van de Europese Tour.
Het jaar daarop werd gekenmerkt door een elleboogblessure.
In januari 2005 tekende Lafeber een 5-jarig sponsorcontract met Van Lanschot. Lafeber werd vierde op het Dutch Open op de Hilversumsche Golf Club. Later bereikte een gedeelde tweede plaats op het Schots Open op Loch Lomond in Schotland. Hij kwalificeerde zich daardoor ook om een week later in het "Britse Open" op St Andrews Links te spelen, een van de vier Majors in het golfseizoen. Met een ronde van 70 kwalificeerde hij zich voor het weekend. Hij eindigde dat jaar op de 25ste plaats van de Order of Merit, zijn top tot dusverre.
Eind 2006 eindigde hij op de 25e plaats op de Europese Order of Merit en verbeterde zijn record uit 2003.
Voordat Lafeber eind 2006 aan het volgende seizoen in Europa begon poogde hij zich voor de Amerikaanse PGA Tour te kwalificeren op La Quinta, Californië. Hij eindigde op een gedeelde 54e plaats, onvoldoende voor kwalificatie.
Eind 2007 stond Lafeber op de 92ste plaats van de Order of Merit van de Europese Tour en behield zijn speelrecht. Hij had daar € 258.588 verdiend.
In 2008 werd Lafeber in Ierland gedeeld derde, met o.a. Robert Karlsson. In New Delhi bij het Indian Masters werd hij zesde, samen met o.a. Ernie Els.
In 2009 werd hij in Doha, Qatar gedeeld vijfde met Miguel Ángel Jiménez. Later won hij bijna in Portugal, maar daarna ging het slechter. Hij besloot van coach te veranderen en bezocht Pete Cowan, die ook de swingcoach is van Lee Westwood en Henrik Stenson.
Eind 2009 heeft Lafeber tien seizoenen op de Europese Tour gespeeld zonder zijn kaart te verliezen. Van Lanschot heeft in 2009 het sponsorcontract met Lafeber met vijf jaren verlengd.
Na de kerst speelde hij in Lake Nona tennis met collega Peter Hanson en kreeg last van zijn knie. Hij bleek een gescheurde rechter meniscus te hebben, maar met een brace mocht hij spelen.
Na de Dubai Desert Classic 2010, waar hij op de 60ste plaats eindigde, werd een kijkoperatie in Barcelona gedaan waarbij twee stukjes van zijn meniscus werden verwijderd. In april mocht hij weer spelen. Hij haalde in 2010 bijna alle cuts maar eindigde niet hoger dan op de 98ste plaats van de Race To Dubai.
Eind 2011 bezocht hij de Tourschool en haalde een kaart voor de Europese Tour van 2012. Eind 2012 had hij net genoeg verdiend om die kaart voor 2013 veilig te stellen maar eind 2013 verloor hij zijn kaart. Ook verloor hij Van Lanschot, die hem negen jaar ondersteund had. Zijn nieuwe sponsor werd vermogensbeheerder Hof Hoorneman uit Gouda.
Eind 2015 werd Lafeber benoemd tot de nieuwe bondscoach van de Nederlandse Golf Federatie.
September 2021 kondigde Lafeber aan per direct te stoppen met zijn prof carrière als speler. 

### Gewonnen
- 1999: Tusker Kenya Open
- 2003: Dutch Open op de Hilversumsche Golf Club

### Teams
- World Cup: 1999, 2001, 2004, 2005, 2007
- Seve Trophy: 2005